# Parawithius monoplacophorus
Parawithius monoplacophorus es una especie de arácnido del orden Pseudoscorpionida de la familia Withiidae.

## Distribución geográfica
Se encuentra en Argentina, Uruguay y Brasil.